# 現購自運政策
现购自运政策是二战爆发后由美国总统罗斯福提出，并于1939年9月21日在美国国会特别会议上通过的一项政策。它对中立法的修订，突破了先前交战国只能从美国购买非军事物资的限制，允许别国在原有的现购（立即支付现金）和自运（承担所有在运输中使用他们自己船舶风险，如被敌方击沉）条件下，采购美国军火。
法案最初在1939年的早些时候由参议员肯.皮特曼提交给国会，目的是取代1937年中立法，因为它已经在1939年5月失效。 由于孤立主义者担心会将美国拖入欧洲的冲突中，该法案已经多次被国会多次否决。然而，罗斯福总统认为，在德国于1939年9月1日入侵波兰之后，对欧洲的进一步援助是必要的。 该法案于十月下旬通过，获得参议院批准则是在11月5日。 同一天，总统在文件上签署了自己的名字。
这项法案是为了正在和軸心国交战的盟国能够从仍然维持中立的美国处购买军需品。先前的几项法案，如1935、1936和1937年的中立法，无论任何条件都都禁止出售战争物资或借款给交战国，而新的现购自运政策则在仍试图使美国利益避开战区之余，结束了这些禁令。这种维持中立的尝试还表现在美国船只被禁止进入交战区，以及搭乘外国船舶的美国乘客会被告知这种行为风险自负。